# جایزه بزرگ موناکو ۱۹۸۱
جایزه بزرگ موناکو ۱۹۸۱ (انگلیسی: ‎1981 Monaco Grand Prix‎) یک مسابقهٔ موتوری در رشتهٔ اتومبیل‌رانی فرمول یک بود که در تاریخ ۳۱ مهٔ ۱۹۸۱ در پیست موناکو واقع در مونت‌کارلو، موناکو برگزار شد. این گراند پری در میان ۱۵ گراند پری در فصل ۱۹۸۱، مسابقهٔ شمارهٔ ۶ بود.
در این مسابقه که در ۷۶ دور و به مسافت ۲۵۱٫۷۱۲ کیلومتر (۱۵۶٫۴۰۷ مایل) برگزار شد، پول پوزیشن توسط نلسون پیکه کسب شد و سریع‌ترین زمان برای طی یک دور پیست که برابر با ۱:۲۷٫۴۷ بود نیز توسط آلن جونز به ثبت رسید.
ژیل ویلنوو از تیم فراری، آلن جونز از تیم ویلیامز-فورد و ژاک لافیت از تیم لیجیه-ماترا به‌ترتیب مقام‌های اول تا سوم مسابقه را کسب کردند.

## رده‌بندی قهرمانی پس از مسابقه
| جایگاه | راننده        | امتیاز |
| ------ | ------------- | ------ |
| ۱      | کارلوس روتمان | ۳۴     |
| ۲      | آلن جونز      | ۲۴     |
| ۳      | نلسون پیکه    | ۲۲     |
| ۴      | ژیل ویلنوو    | ۱۲     |
| ۵      | ژاک لافیت     | ۱۱     |
| منبع:  |               |        |

| جایگاه | سازنده       | امتیاز |
| ------ | ------------ | ------ |
| ۱      | ویلیامز-فورد | ۵۸     |
| ۲      | برابام-فورد  | ۲۵     |
| ۳      | فراری        | ۱۷     |
| ۴      | لیجیه-ماترا  | ۱۱     |
| ۵      | اروز-فورد    | ۱۰     |
| منبع:  |              |        |

یادداشت
- تنها پنج جایگاه نخست از هر رده‌بندی نمایش داده شده است.